# CHa-48
CHa-48 — мисливець за підводними човнами Імперського флоту Японії, який взяв участь у Другій світовій війні.
CHa-48 належав до серії допоміжних мисливців, споруджених з використанням можливостей малих суднобудівних підприємств. Ці кораблі мали дерев'яний корпус та при зникненні зацікавленості в них зі сторони збройних сил мали бути перетворені на риболовецькі судна.
Спорудження корпусу CHa-48 здійснили на верфі в Фукусімі, а його оснащення озброєнням провели на верфі ВМФ у Куре.
У вересні 1943-го корабель був включений до 81-го охоронного загону, що діяв у Океанії.
Відомо, що CHa-48 належав до охорони конвою № 1103, який 10 грудня 1943-го вийшов з Труку (розташована в центральній частині Каролінських островів головна японська база в Океанії) та попрямував до бази в архіпелазі Бісмарка.
20 лютого 1944-го CHa-48 вирушив з Рабаулу (головна японська база в архіпелазі Бісмарка, що на той час перебувала на межі блокади) у складі охорони конвою O-003. У середині дня 21 лютого біля північного узбережжя острова Новий Ганновер конвой атакували 15 літаків B-25 «Мітчелл», які потопили 2 транспорти та CHa-48.